# Љиљана Ђурић
Љиљана Ђурић (Коњиц, 16. март 1955) српска је позоришна и телевизијска глумица.

## Биографија
Љиљана Ђурић је рођена у Коњицу 16. марта 1955. године. Академију је завршила у Сарајеву у класи професора Александра Џуверовића.
Живи и ради у Београду, учествује у друштвено корисном раду и обавља функцију председника Савеза драмских уметника Србије и председавајућег КОО уметничких удружења Србије.
Поред улога у позоришту у неколико ТВ серија је остварила запажене улоге.

## Филмографија
| Год.       | Назив                         | Улога                     |
| ---------- | ----------------------------- | ------------------------- |
| 1970-е     |                               |                           |
| 1975.      | Одборници (ТВ серија)         |                           |
| 1976.      | Теверсенове бајке (ТВ серија) |                           |
| 1977.      | Посјета                       |                           |
| 1977.      | Надвожњак                     |                           |
| 1977.      | Женска прича                  |                           |
| 1980-е     |                               |                           |
| 1987.      | Надвожњак                     |                           |
| 1989.      | Обична прича                  |                           |
| 1990-е     |                               |                           |
| 1991.      | Брачна путовања               |                           |
| 1994.      | Полицајац са Петловог брда    |                           |
| 1995.      | Крај династије Обреновић      |                           |
| 1993-1996. | Срећни људи                   | Нецина учитељица Јелена   |
| 1997.      | Расте трава                   | жена у болници            |
| 1997.      | Горе доле                     | мајка избегличке породице |
| 2000-е     |                               |                           |
| 2009.      | Горки плодови                 |                           |

## Награде и признања
- На српском позоришном фестивалу „Јоаким Вујић“ је два пута проглашена за најбољег младог глумца.
- На фестивалу монодраме је два пута награђена за најбољу монодраму.
- Носилац је Статуете слободе за најбоље женско глумачко остварење 1984. године
- Диплома сребрног витеза за монодраму „Петријин венац“ 2007.
- За улогу у представи Само да знаш колико те волим добила је две награде, прву за најбољу женску улогу и другу са Миленком Павловом за најбољи глумачки пар фестивала 2009. године.